# Josef Gruber (Generalvikar)
Josef Gruber (* 16. Februar 1848 in Wielands; † 12. Juni 1929 in St. Pölten) war ein österreichischer Theologe und Generalvikar der Diözese St. Pölten.

## Leben
Gruber trat nach der Matura 1868 am Gymnasium in Krems an der Donau in das St. Pöltener Priesterseminar ein, studierte an der Philosophisch-Theologischen Hauslehranstalt und wurde 1872 zum Priester geweiht. Nach einer zweijährigen Kaplanszeit in Schrems absolvierte er von 1874 bis 1879 ein Promotionsstudium am Frintaneum in Wien. 1879 zum Doktor der Theologie promoviert, wurde er nach seiner Rückkehr zum Domkuraten in St. Pölten bestellt. 1880 wurde er Supplent und 1881 Professor für Fundamentaltheologie und Dogmatik an der Hauslehranstalt von St. Pölten. Von 1894 bis 1903 war er zugleich Regens des Priesterseminars und von 1902 bis 1925 Prorektor der von Bischof Johannes Baptist Rößler errichteten thomistischen Lehranstalt. 1897 ins Domkapitel berufen, wurde er 1917 Dompropst. Von 1908 bis 1914 war er vorübergehend, dann ab 1921 bis zum Tod Bischof Rößlers Generalvikar der Diözese. Zusätzlich war er von 1918 bis 1926 Offizial am Diözesangericht.
Er war Ehrenmitglied der katholischen Studentenverbindung KÖStV Austria Wien.